# Železniční stanice Kfar Saba Nordau
Železniční stanice Kfar Saba Nordau (hebrejsky תחנת הרכבת כפר סבא—נורדאו, Tachanat ha-rakevet Kfar Saba Nordau, nazývána též Železniční stanice Kostijuk, תחנת הרכבת א' קוסטיוק, Tachanat ha-rakevet Kostijuk) je železniční stanice na železniční trati Tel Aviv-Ra'anana v Izraeli.
Leží v centrální části Izraele, v pobřežní planině, cca 11 kilometrů od břehu Středozemního moře v nadmořské výšce okolo 60 metrů. Je situována na severovýchodní okraj aglomerace Tel Avivu, konkrétně na jihovýchodní okraj města Kfar Saba. Jde o hustě osídlenou městskou krajinu, jižně od stanice plynule navazuje město Hod ha-Šaron. Stanice je situována u silnice číslo 531 a u ulice Nordau a ha-Cabarim.
Byla otevřena roku 2003. Šlo o součást dlouhodobých investic směřujících k posílení a zahuštění železniční sítě v aglomeraci Tel Avivu. V jejich rámci došlo k využití části východní železniční trati, z níž se postavila nová severozápadní odbočka do měst Kfar Saba a Hod ha-Šaron, později prodloužena do města Ra'anana. Stanice je obsluhována autobusovými linkami společnosti Egged. K dispozici jsou parkovací místa pro automobily, automaty na nápoje, prodejní stánky a veřejný telefon.
24. dubna 2003 se nová stanice stala terčem teroristického útoku. Sebevražedného útočníka zastavil člen ostrahy Alexander Kostijuk, který byl při následném výbuchu zabit. Stanice pak byla pojmenována na jeho počest.